# Diocesi di Saint Paul in Alberta
La diocesi di Saint Paul in Alberta (in latino Dioecesis Sancti Pauli in Alberta) è una sede della Chiesa cattolica in Canada suffraganea dell'arcidiocesi di Edmonton. Nel 2023 contava 104.639 battezzati su 251.600 abitanti. È retta dal vescovo Gary Anthony Franken.

## Territorio
La diocesi comprende la parte centro-settentrionale e nord-orientale della provincia canadese dell'Alberta. Confina con le diocesi di Mackenzie-Fort Smith, Prince Albert, Prince George e le arcidiocesi di Grouard-McLennan, Keewatin-Le Pas e Edmonton.
Sede vescovile è la città di Saint Paul, dove si trova la cattedrale di San Paolo.
Il territorio si estende su 226.716 km² ed è suddiviso in 41 parrocchie.
Una componente importante della popolazione cattolica della diocesi è costituita da popoli indigeni (le "Prime Nazioni" ed i meticci o Métis). Altri gruppi etnici includono i canadesi francofoni e un altro gruppo categorizzato semplicemente come anglofoni.

## Storia
La diocesi è stata eretta il 17 luglio 1948 con la bolla Quo satis christianae di papa Pio XII, ricavandone il territorio dall'arcidiocesi di Edmonton.
Il 25 gennaio 2017 santa Caterina Tekakwitha è stata confermata patrona secondaria della diocesi.

## Cronotassi dei vescovi
Si omettono i periodi di sede vacante non superiori ai 2 anni o non storicamente accertati.
- Maurice Baudoux † (12 agosto 1948 - 4 marzo 1952 nominato arcivescovo coadiutore di Saint-Boniface[2])
- Philip Lussier, C.SS.R. † (16 giugno 1952 - 17 agosto 1968 dimesso[3])
- Edouard Gagnon, P.S.S. † (19 febbraio 1969 - 3 maggio 1972 dimesso)
- Raymond Roy † (3 maggio 1972 - 30 giugno 1997 ritirato)
- Thomas Christopher Collins (30 giugno 1997 succeduto - 18 febbraio 1999 nominato arcivescovo coadiutore di Edmonton)
- Joseph Luc André Bouchard (8 settembre 2001 - 2 febbraio 2012 nominato vescovo di Trois-Rivières)
- Paul Terrio (18 ottobre 2012 - 15 settembre 2022 ritirato)
- Gary Anthony Franken, dal 15 settembre 2022

## Statistiche
La diocesi nel 2023 su una popolazione di 251.600 persone contava 104.639 battezzati, corrispondenti al 41,6% del totale.
| anno | popolazione | popolazione | popolazione | presbiteri | presbiteri | presbiteri | presbiteri                | diaconi | religiosi | religiosi | parrocchie |
| anno | battezzati  | totale      | %           | numero     | secolari   | regolari   | battezzati per presbitero | diaconi | uomini    | donne     | parrocchie |
| ---- | ----------- | ----------- | ----------- | ---------- | ---------- | ---------- | ------------------------- | ------- | --------- | --------- | ---------- |
| 1950 | 19.273      | 71.044      | 27,1        | 51         | 31         | 20         | 377                       |         | 15        | 162       | 35         |
| 1966 | 32.278      | 90.000      | 35,9        | 61         | 43         | 18         | 529                       |         | 18        | 226       | 87         |
| 1970 | 35.556      | 96.309      | 36,9        | 54         | 41         | 13         | 658                       |         | 16        | 164       | 54         |
| 1976 | 20.400      | 53.200      | 38,3        | 37         | 29         | 8          | 551                       |         | 9         | 90        | 45         |
| 1980 | 28.500      | 95.000      | 30,0        | 39         | 26         | 13         | 730                       |         | 18        | 93        | 55         |
| 1990 | 43.125      | 131.700     | 32,7        | 21         | 20         | 1          | 2.053                     | 1       | 1         | 60        | 68         |
| 1999 | 43.125      | 129.375     | 33,3        | 32         | 28         | 4          | 1.347                     | 1       | 4         | 43        | 96         |
| 2000 | 43.075      | 129.375     | 33,3        | 27         | 24         | 3          | 1.595                     | 1       | 3         | 19        | 96         |
| 2001 | 43.075      | 129.375     | 33,3        | 26         | 24         | 2          | 1.656                     | 1       | 3         | 19        | 96         |
| 2002 | 53.365      | 129.375     | 41,2        | 28         | 25         | 3          | 1.905                     | 1       | 3         | 17        | 58         |
| 2003 | 53.365      | 129.315     | 41,3        | 33         | 30         | 3          | 1.617                     | 1       | 3         | 17        | 59         |
| 2004 | 53.365      | 129.315     | 41,3        | 32         | 27         | 5          | 1.667                     | 1       | 5         | 20        | 59         |
| 2010 | 57.373      | 130.200     | 44,1        | 29         | 19         | 10         | 1.978                     | 10      | 10        | 17        | 60         |
| 2014 | 105.177     | 248.542     | 42,3        | 33         | 24         | 9          | 3.187                     | 6       | 9         | 21        | 38         |
| 2017 | 107.168     | 253.596     | 42,3        | 28         | 20         | 8          | 3.827                     | 6       | 8         | 13        | 38         |
| 2020 | 108.382     | 250.542     | 43,3        | 32         | 24         | 8          | 3.386                     | 9       | 8         | 9         | 38         |
| 2022 | 105.000     | 250.365     | 41,9        | 30         | 25         | 5          | 3.500                     | 9       | 5         | 4         | 38         |
| 2023 | 104.639     | 251.600     | 41,6        | 29         | 24         | 5          | 3.608                     | 10      | 5         | 4         | 41         |